# Anchoa eigenmannia
Anchoa eigenmannia е вид лъчеперка от семейство Engraulidae. Видът е незастрашен от изчезване.

## Разпространение и местообитание
Разпространен е в Еквадор, Колумбия, Коста Рика, Никарагуа, Панама и Перу.
Среща се на дълбочина от 0,5 до 47 m, при температура на водата около 25,1 °C и соленост 33,5 ‰.

## Описание
На дължина достигат до 8 cm.